# Фернандес, Виктор Мануэль
Виктор Мануэль Фернандес Гутьеррес (исп. Víctor Manuel Fernández Gutiérrez), более известный как Виктор (исп. Víctor; 17 апреля 1974, Мерида, Испания) — испанский футболист и футбольный тренер.

## Карьера футболиста

### Клубная
Свою профессиональную карьеру начал в структуре мадридского «Реал». Оттуда он перешёл в «Тенерифе», где дебютировал 4 сентября 1994 года в матче против «Сарагосы». Зимой 1996 года был отдан в аренду в футбольный клуб «Толедо» став ключевой фигурой команды забив 10 голов в 20 матчах, а сам клуб был на гране выхода в Примеру.
Летом 1996 года подписал контракт с «Вальядолидом» выступавший в Примере. В своём дебютном сезоне забил 16 голов тем самом помог команде занять седьмое место. Спустя четыре сезона, Виктор подписал контракт с футбольным клубом «Вильярреал» где он также провёл четыре года. Он занимает третье место в списке бомбардиров «Вильярреала» по голом в Примере, уступая только Диего Форлану и Джузеппе Росси (оба по 54 гола)
Летом 2004 года Виктор вернулся в «Реал Вальядолид» с целью помочь команде вернуться в Примеру, но это удалось только в сезоне 2006/07, по итогу которому стал лучшим бомбардиром команды с 19 в 40 матчах. 20 января 2008 года благодаря передачи Виктора был забит быстрый гол в истории Примеры. Хосеба Льоренте потребовалось 7' 42", чтобы забить гол в ворота «Эспаньолы».
В июне 2009 года «Реал Вальядолид» приняло решение не продлевать с Виктором контракт. 9 июля 2009 году подписал контракт с «Картахеной». На протяжении всего сезона команда демонстрировался хороший футбол. Благодаря голам и его лидерскими качествами «Картахена» заняла пятое место.
Сезон 2010/11 стал для Виктора вторым в составе «Картахены», кроме этого он был одним из кумиров болельщиков. Основной задачей команды была попасть в зону плей-оффа и попытаться выйти в Примеру, но цель была не выполнена. «Картахена» под руководством Хуана Игнасио Мартинеса заняла 13 место.
В возрасте 37 подписал контракт с «Леганесом» выступавший в Сегунде Б. Зимой ему поступило предложение от «Картахены» с целью вернуться в команду. Но соглашение не было достигнуто. В заключительном отрезке сезона руководство клуба расторгло с ним контракт и предложило ему возглавить команды с основной задачей спасти команду от вылета.

### Сборная
23 февраля 2000 года Виктор сыграл свой единственный матч за сборную Испании, в товарищеском матче против сборной Хорватии сменив на 63 минуте Луиса Энрике. Несмотря на хорошую игру, его действия не принесло пользу, матч закончился со счётом 0:0. Также он дебютировал за сборную Эстремадуры (автономное сообщество на юго-западе Испании), матч закончился победой со счётом 2:1 над сборной Экваториальной Гвинеи.

## Тренерская карьера
В 2012 году завершил карьеру футболиста и перешёл на должность главного тренера футбольного клуба «Леганес». По итогу сезона ему удалось спасти клуб от вылета в Терсеру.
В июле 2015 года подписал контракт с «Картахеной», но после 23 тура он и его тренерский штаб решили покинуть команду. Команда занимала 13 место имея в активе 27 очков.

### Тренерская статистика
| Команда   | Страна       | Начало работы | Окончание работы | Результаты | Результаты | Результаты | Результаты | Результаты |
| Команда   | Страна       | Начало работы | Окончание работы | И          | В          | Н          | П          | П %        |
| --------- | ------------ | ------------- | ---------------- | ---------- | ---------- | ---------- | ---------- | ---------- |
| Леганес   | Флаг Испании | 2012          | 2012             | 4          | 3          | 1          | 0          | 75         |
| Картахена | Флаг Испании | 2015          | 2016             | 23         | 6          | 10         | 7          | 26.10      |
| Всего     | Всего        | Всего         | Всего            | 27         | 9          | 11         | 7          | 33.33      |

## Достижение
Вильярреал
- Кубок Интертото (2): 2003, 2004